# بابلو سولير فروست
بابلو سولير فروست (بالإسبانية: Pablo Soler Frost)‏ (10 يوليو 1965، مدينة مكسيكو في المكسيك)؛ كاتب مسرحي، مترجم، كاتب سيناريو وروائي مكسيكي. درس في كلية المكسيك.

## روابط خارجية
- بابلو سولير فروست على موقع IMDb (الإنجليزية)